# El lector por horas
El lector por horas es una obra de teatro del dramaturgo español José Sanchis Sinisterra, estrenada en 1999.

## Reseña
«El lector por horas». Lorena es una joven que ha perdido la visión; para hacer más llevadera su vida, su acaudalado padre, Celso, contrata a Ismael al objeto de que haga lectura de textos en voz alta, evitando cualquier otra comunicación. Pese a ello, esa comunicación entre Ismael y Lorena se produce, por parte de ella haciéndole partícipe de sus inquietudes y sus sentimientos y por parte de él, simplemente acentuando la entonación en párrafos seleccionados de las lecturas, y convenientes a los efectos de aquello que quiere transmitir. Se trasluce la difícil relación padre e hija. La obra acaba con el fin del contrato de Ismael y su abandono de la casa.

## Montajes
Estrenada en el Teatro Nacional de Cataluña el 21 de enero de 1999, con dirección de José Luis García Sánchez, escenografía de Quim Roy e interpretación de Juan Diego (Ismael), Clara Sanchis (Lorena) - hija del autor - y Jordi Dauder (Celso). Tres meses después este mismo montaje se representó en el Teatro María Guerrero de Madrid.

## Premios
- Premio Max y Fotogramas de Plata a Juan Diego como mejor actor.